# Детская психология

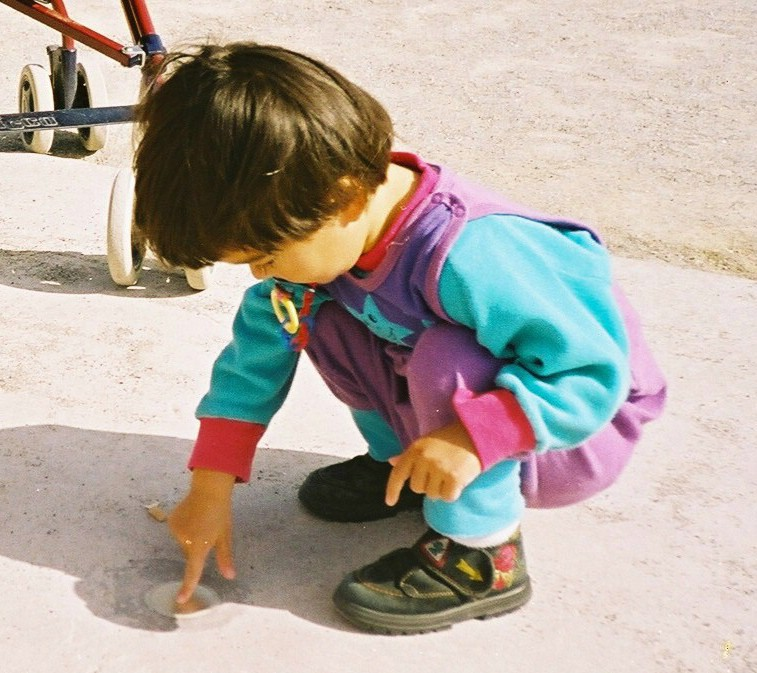
Маленький ребёнок играет на корточках

Де́тская психоло́гия — отрасль психологии, изучающая закономерности психического развития ребёнка. Тесно связана с педагогической психологией и педагогикой, а также с возрастной морфологией и физиологией.
Предметом детской психологии является изучение условий и движущих причин онтогенеза (индивидуального развития организма) человеческой психики, развития отдельных психических процессов (познавательных, волевых, эмоциональных), различных видов деятельности (игр, труда, учения), формирования личности, возрастных и индивидуальных психологических особенностей детей. К числу методов, используемых в детской психологии относятся: систематическое наблюдение, беседы, собирание и анализ продуктов деятельности (рисования, лепки, конструирования, литературного творчества), а также различные виды эксперимента.
Развитие ребёнка влечет за собой биологические, психологические и эмоциональные изменения, которые происходят в людях между рождением и окончанием подросткового возраста, поскольку индивидуум прогрессирует от зависимости к возрастающей автономии. Это — непрерывный процесс с предсказуемой последовательностью, но все же, имея уникальный курс для каждого ребёнка, он не прогрессирует с одинаковой скоростью, и каждый этап зависит от предшествующего опыта развития. Поскольку на эти изменения в развитии могут сильно влиять генетические факторы и события во время пренатальной жизни, генетика и пренатальное развитие обычно включены, как часть исследования развития ребёнка. Связанные термины включают психологию развития, относящуюся к развитию на протяжении всей жизни, и педиатрию, отрасль медицины, связанную с уходом за детьми. Изменения в развитии может произойти в результате генетически контролируемых процессов, известных как созревание, или в результате факторов окружающей среды и обучения, но чаще всего включает в себя взаимодействие между двумя. Это может также произойти в результате человеческой натуры и нашей способности извлечь уроки из нашей окружающей среды.
Существуют различные определения периодов в развитии ребёнка, так как каждый период является континуумом с индивидуальными различиями относительно начала и окончания. Некоторые возрастные периоды развития и примеры определённых интервалов: новорожденный (возраст 0-4 недели); младенец (возраст 4 недели — 1 год); Малыш (1-3 года); дошкольник (в возрасте 4-6 лет); ребёнок школьного возраста (в возрасте 6-11 лет); подростковый возраст (12-19 лет).
Содействие развитию ребёнка посредством обучения родителей, помимо других факторов, способствует отличным темпам развития ребёнка. Родители играют большую роль в жизни, социализации и развитии ребёнка. Наличие нескольких родителей может добавить стабильность в жизни ребёнка и, следовательно, способствовать здоровому развитию. Другим влиятельным фактором в развитии ребёнка является качество ухода. Программы по уходу за детьми предоставляют важнейшую возможность для содействия развитию детей.
Оптимальное развитие детей считается жизненно важным для общества, и поэтому важно понимать социальное, познавательное, эмоциональное и образовательное развитие детей. Рост научных исследований и интереса к этой области привел к появлению новых теорий и стратегий, конкретно касающихся практики, способствующей развитию в школьной системе. Есть также некоторые теории, которые стремятся описать последовательность состояний, составляющих развитие ребёнка.

## Теории

### Экологические системы
Теория экологических систем, первоначально сформулированная Ури Бронфенбреннером, и называемая теорией «развития в контексте» или «экологии человека», определяет четыре типа вложенных систем окружающей среды с двунаправленным влиянием внутри и между системами. Четыре системы — это микросистема, мезосистема, экзосистема и макросистема. Каждая система содержит роли, нормы и правила, которые могут влиять на развитие. С момента своей публикации в 1979 году, основное утверждение этой теории Бронфенбреннера, «Экология человеческого развития» оказала широкое влияние на то, как психологи и другие люди подходят к изучению человека и его окружающей среды. В результате этой влиятельной концептуализации развития, эти условия — от семьи до экономических и политических структур — стали рассматриваться как часть жизненного пути от детства до взрослой жизни.

### Жан Пиаже
Жан Пиаже был швейцарским ученым, который начал свои исследования в области интеллектуального развития в 1920-х годах. Первые интересы Жана Пиаже были связаны с тем, как животные адаптируются к окружающей среде, и его первая научная статья на эту тему была опубликована, когда ему было 10 лет. Это, в конечном итоге, привело его к получению докторской степени в зоологии, которая затем привела его ко второму интересу, к эпистемологии. Эпистемология отходит от философии и касается происхождения знаний. Пиаже полагал, что источником знаний является психология, поэтому он отправился в Париж и начал работу над первым «стандартизированным тестом интеллекта» в лабораториях Альфреда Бине; это сильно повлияло на его карьеру. Выполняя это тестирование интеллекта, он начал проявлять глубокий интерес к тому, как работает детский интеллектуализм. В результате, он создал свою собственную лабораторию и годами фиксировал интеллектуальный рост детей и пытался выяснить, как дети развиваются на различных стадиях мышления. Это привело к тому, что Пиаже разработал четыре важных этапа когнитивного развития: сенсомоторная стадия (от рождения до 2 лет), дооперационная стадия (от 2 до 7 лет), стадия конкретных операций (в возрасте от 7 до 12 лет) и стадия формальных операций (в возрасте от 11 до 12 и далее). Пиаже пришёл к выводу, что адаптация к окружающей среде (поведению) происходит через схемы, и адаптация происходит посредством ассимиляции и приспособления.

### Сенсомоторная: (от рождения до 2х лет)
Это первая стадия в теории Пиаже, когда у детей есть следующие основные чувства: зрение, слух и моторные навыки. На этом этапе знание мира ограничено, но постоянно развивается благодаря опыту и взаимодействиям ребёнка. Согласно Пиаже, когда ребёнок достигает возраста 7-9 месяцев, у него начинает развиваться то, что он назвал постоянством объекта, это означает, что ребёнок теперь имеет способность понимать, что объекты продолжают существовать, даже если их нельзя увидеть. Примером этого может быть ситуация, когда вы прячете любимую игрушку ребёнка под одеялом, и хотя ребёнок физически не может её видеть, он знает, что нужно искать её под одеялом.

### Дооперационная: (начинается примерно в то время, когда ребенок начинает говорить, примерно в 2 года)
На этой стадии развития маленькие дети начинают анализировать свое окружение, используя ментальные символы. Эти символы часто включают в себя слова и изображения, и ребёнок начнет применять эти различные символы в своей повседневной жизни, когда он сталкивается с различными объектами, событиями и ситуациями. Однако, основной акцент Пиаже на этой стадии и причина, по которой он назвал её «предоперационной», заключается в том, что дети в этот момент не могут применять конкретные когнитивные операции, такие как умственная математика. В дополнение к символизму, дети начинают выдумывать игры, в которых они изображают из себя людей, которыми они не являются (учителя, супергерои). Кроме того, они иногда используют различный реквизит, чтобы сделать эту игру более реалистичной. Некоторые недостатки на этой стадии развития заключаются в том, что дети в возрасте от 3 до 4 лет часто демонстрируют то, что называется эгоцентризмом, что означает, что ребёнок не способен видеть чужую точку зрения, он думает, что каждый другой человек испытывает те же самые события и чувства, которые испытывает он. Тем не менее, около 7 лет мыслительные процессы детей перестают быть эгоцентричными и становятся более интуитивными, то есть они теперь думают о том, как что-то выглядит, вместо рационального мышления.

### Стадия конкретных операций (от первого класса до раннего подросткового возраста)
На этом этапе дети в возрасте от 7 до 11 лет используют соответствующую логику для развития когнитивных операций и начинают применять это новое мышление к различным событиям, с которыми они могут столкнуться. Дети на этой стадии включают индуктивное рассуждение, которое включает в себя выводы из других наблюдений для того, чтобы сделать обобщение. В отличие от предоперационной стадии, дети теперь могут изменять и перестраивать ментальные образы и символы, чтобы сформировать логическую мысль, примером этого является обратимость, при которой у ребёнка теперь есть возможность отменить действие, просто делая противоположное.

### Стадия формальных операций: (от ранней юности до середины / поздней юности)
Заключительный этап когнитивного развития Пиаже определяет ребёнка, как обладающего способностью «более рационально и системно мыслить об абстрактных понятиях и гипотетических событиях». Некоторые положительные аспекты в течение этого времени заключается в том, что ребёнок или подросток начинает формировать свою идентичность, и начинает понимать, почему люди ведут себя так, как они ведут себя. Однако, есть и некоторые негативные аспекты, которые включают в себя развитие у ребёнка или подростка эгоцентрических мыслей, в том числе воображаемой аудитории и личной басни. Воображаемая аудитория — это когда подросток чувствует, что мир так же обеспокоен и судит о том, что подросток делает, как и он; подросток может чувствовать, что он «на сцене», и каждый является критиком, и он подвергается критике. Личная басня — это когда подросток чувствует, что он или она — уникальный человек, и все, что они делают, уникально. Им кажется, что они единственные, кто когда-либо испытывал то, что они испытывают, и что они непобедимы, и с ними ничего плохого не случится, это случится только с другими.

### Лев Семенович Выготский
Главные статьи: Лев Выготский и Культурно-историческая психология
Выготский был русским теоретиком, предложившим социокультурную теорию. В 1920—1930-е годы, когда Пиаже разрабатывал собственную теорию, Выготский был активным ученым, и, в то время, его теорию называли «новейшей», потому что она была переведена с русского языка и начала влиять на западное мышление. Он утверждал, что дети учатся на практическом опыте, как и предположил Пиаже. Однако, в отличие от Пиаже, он утверждал, что своевременное и деликатное вмешательство взрослых, когда ребёнок находится на грани изучения новой задачи (называемой зоной ближайшего развития), может помочь детям освоить новые задачи. Эта техника называется «строительные леса», потому что она основывается на знаниях, которые дети уже имеют, а также на новых, которые взрослые могут помочь получить ребёнку. Примером этого может служить случай, когда родитель «помогает» младенцу хлопать в ладоши, пока он не может хлопать в ладоши самостоятельно.
Выготский был сильно сосредоточен на роли культуры в определении модели развития ребёнка. Он утверждал, что «Каждая функция в культурном развитии ребенка проявляется дважды: сначала на социальном уровне, а затем на индивидуальном уровне; сначала между людьми (интерпсихологический), а затем внутри ребенка (интрапсихологический). Это в равной степени относится и к произвольному вниманию, и к логической памяти, и к формированию понятий. Все эти функции возникают как реальные отношения между людьми.»
Выготский считал развитие процессом и видел периоды кризиса в развитии ребёнка, в течение которых происходила качественная трансформация психического функционирования ребёнка.

### Привязанность
Основная статья: Теория привязанности
Теория привязанности, возникшая в работе Джона Боулби и разработанная Мэри Эйнсворт, является психологической, эволюционной и этологической теорией, которая обеспечивает описательную и объяснительную основу для понимания межличностных отношений между людьми. Наблюдения Боулби о близких привязанностях привели его к убеждению, что тесные эмоциональные связи или «привязанности» между младенцем и его основным попечителем являются важным требованием, необходимым для формирования «нормального социального и эмоционального развития».

### Эрик Эриксон
Основные статьи: Эриксон, Эрик Хомбургер и Психосоциальное развитие
Эриксон, последователь Фрейда, синтезировал теории Фрейда и свои собственные, чтобы создать так называемые «психосоциальные» этапы развития человека, которые охватывают период от рождения до смерти, и фокусируется на «задачах» на каждой стадии, которые должны быть выполнены, чтобы успешно справляться с жизненными проблемами.
Восемь этапов Эриксона состоят из следующего:
- Доверие против недоверия (младенец)
- Автономия против стыда (малыш)
- Инициатива против вины (дошкольник)
- Промышленность против неполноценности (молодые подростки)
- Идентичность против ролевого замешательства (подростковый возраст)
- Интим против изоляции (молодость)
- Генеративность против стагнации (средняя зрелость)
- Эго-целостность против отчаяния (старость)

### Поведенческий
Основная статья: Поведенческий анализ развития ребёнка
Теория бихевиоризма, Джона Бродеса Уотсона, составляет основу поведенческой модели развития 1925 года. Уотсон сумел объяснить аспекты человеческой психологии через процесс классической обусловленности. В ходе этого процесса, Уотсон считал, что все индивидуальные различия в поведении обусловлены различным опытом обучения. Он много писал о развитии ребёнка и проводил исследования. Этот эксперимент показал, что фобия может быть создана классической обусловленностью. Уотсон сыграл важную роль в изменении подхода Уильяма Джеймса к потоку сознания, чтобы построить поток теории поведения. Уотсон также помог привнести естествознание в детскую психологию, внедрив объективные методы исследования, основанные на наблюдаемом и измеримом поведении. Следуя примеру Уотсона, Б. Ф. Скиннер далее расширил эту модель, чтобы охватить оперантную обусловленность и вербальное поведение. Скиннер использовал оперантную камеру, или ящик Скиннера, для наблюдения за поведением малых организмов в контролируемой ситуации и доказал, что поведение организмов находится под влиянием окружающей среды. Кроме того, он использовал подкрепление и наказание для формирования желаемого поведения.

### Другое
В соответствии со своим мнением о том, что сексуальное влечение является основной человеческой мотивацией, Зигмунд Фрейд разработал психосексуальную теорию развития человека с младенчества, разделенную на пять этапов. Каждая стадия концентрировалась вокруг удовлетворения либидо в пределах определённой области или эрогенной зоны тела. Он также утверждал, что по мере развития людей, они зацикливаются на разных и специфических объектах на своих стадиях развития. Каждый этап содержит конфликт, который требует разрешения, чтобы ребёнок мог развиваться.
Использование теории динамических систем, в качестве основы для рассмотрения развития, началось в начале 1990-х годов и продолжалось до настоящего столетия. Теория динамических систем подчеркивает нелинейные связи (например, между более ранним и более поздним социальным утверждением) и способность системы реорганизоваться в виде фазового сдвига, который по своей природе похож на стадию. Ещё одна полезная концепция для разработчиков — это состояние аттрактора, состояние (например, прорезывание зубов или страх перед незнакомцем), которое помогает определить, по-видимому, не связанные, а также связанные поведения. Теория динамических систем широко применяется для изучения развития моторики; теория также тесно связана с некоторыми взглядами Джона Боулби о системах привязанности. Теория динамических систем, также, относится к концепции транзакционного процесса, взаимно интерактивного процесса, в котором дети и родители одновременно влияют друг на друга, что приводит к изменениям в развитии с течением времени.
«Основная перспектива знаний» — это эволюционная теория развития ребёнка, которая предлагает, чтобы «младенцы начали жизнь с врожденных систем знаний специального назначения, называемых основными областями мышления» Существует пять основных областей мысли, каждая из которых имеет решающее значение для выживания, которые одновременно готовят нас к развитию ключевых аспектов раннего познания; к ним относятся: физические, числовые, лингвистические, психологические и биологические.

## Непрерывность и разрыв
Хотя выявление основных этапов развития представляет интерес для исследователей и лиц, осуществляющих уход за детьми, многие аспекты изменений в развитии являются непрерывными и не отражают заметных этапов изменений. Постоянные изменения в развитии, такие как рост, предполагают довольно постепенный и предсказуемый прогресс в отношении взрослых характеристик. Однако, когда изменения в развитии носят прерывистый характер, исследователи могут определить не только основные этапы развития, но и связанные с ними возрастные периоды, часто называемые стадиями. Стадия — это период времени, часто связанный с известным хронологическим возрастным диапазоном, в течение которого поведение или физическая характеристика качественно отличаются от того, что происходит в других возрастах. Когда возрастной период упоминается как стадия, термин подразумевает не только эту качественную разницу, но также и предсказуемую последовательность событий развития, так что, каждой стадии предшествуют и следуют определённые другие периоды, связанные с характерными поведенческими или физическими качествами.
Этапы развития могут совпадать или быть связаны с другими специфическими аспектами развития, такими как речь или движение. Даже в пределах определённой области развития, переход в другую стадию не обязательно может означать, что предыдущая стадия полностью завершена. Например, в обсуждении Эриксоном этапов личности, этот теоретик предполагает, что целая жизнь уходит на доработку вопросов, первоначально характерных для стадии детства. Аналогичным образом, теоретик когнитивного развития, Пиаже, описал ситуации, в которых дети могли решить один тип проблемы, используя навыки зрелого мышления, но не могли этого сделать для менее знакомых проблем, феномен, который он назвал горизонтальным декалажем.

### Механизм
Хотя изменение в развитии идет параллельно хронологическому возрасту, сам возраст не может быть причиной развития. Основными механизмами или причинами изменений в развитии являются генетические факторы и факторы окружающей среды. Генетические факторы, ответственны за клеточные изменения, такие как общий рост, изменения пропорций частей тела и мозга, а также созревание таких аспектов функции, как зрение и диетические потребности. Поскольку, гены можно «выключать» и «включать», первоначальный генотип индивида может со временем изменить свою функцию, что приведет к дальнейшим изменениям в развитии. Факторы окружающей среды, влияющие на развитие, могут включать как диету, так и воздействие болезней, а также социальные, эмоциональные и когнитивные переживания. Однако, изучение факторов окружающей среды также показывает, что молодые люди могут выживать в довольно широком диапазоне воздействий окружающей среды.
Вместо того, чтобы действовать как независимые механизмы, генетические факторы и факторы окружающей среды часто взаимодействуют, вызывая изменения в развитии. Некоторые аспекты развития ребёнка отличаются пластичностью или степенью, в которой направление развития определяется как факторами окружающей среды, так и генетическими факторами. Когда ранний опыт сильно влияет на аспект развития, говорят, что он демонстрирует высокую степень пластичности; когда генетическая структура является основной причиной развития, пластичность считается низкой. Пластичность может включать руководство эндогенными факторами, такими как гормоны, а также экзогенными факторами, такими как инфекция.
Один вид руководства окружающей среды в развитии ребёнка был описан, как зависящая от опыта пластичность, в которой поведение изменяется в результате обучения, полученного из окружающей среды. Пластичность этого типа может проявляться на протяжении всей жизни и может включать в себя многие виды поведения, включая некоторые эмоциональные реакции. Второй тип пластичности, пластичность, ожидающая опыта, включает сильный эффект специфических переживаний в течение ограниченных чувствительных периодов развития. Например, скоординированное использование двух глаз и опыт одного трехмерного изображения, а не двухмерных изображений, создаваемых светом в каждом глазу, зависят от опыта со зрением во второй половине первого года жизни. Ожидаемая опытом пластичность работает для тонкой настройки аспектов развития, которые не могут достичь оптимальных результатов, по средством работы лишь генетических факторов в одиночку.
Помимо наличия пластичности в некоторых аспектах развития, генетико-экологические корреляции могут функционировать несколькими способами для определения зрелых характеристик индивида. Генетически-экологические корреляции-это обстоятельства, в которых генетические факторы делают определённые переживания более вероятными. Например, при пассивной генетико-экологической корреляции, ребёнок, скорее всего, будет испытывать определённую среду, потому что его генетический состав или его родителей заставляет их выбирать или создавать такую среду. В вызывающей взаимосвязи между геном и окружающей средой, генетически обусловленные характеристики ребёнка заставляют других людей реагировать определённым образом, обеспечивая среду, отличную от той, которая может возникнуть у генетически отличающегося ребёнка; например, ребёнок, с синдромом Дауна, может лечиться более защищенно и менее вызывающе, чем ребёнок без синдрома Дауна. Наконец, активная корреляция между геном и окружающей средой — это та, в которой ребёнок выбирает опыт, который, в свою очередь, оказывает свое влияние; например, активный и мускулистый ребёнок может выбирать спортивные занятия после школы, которые повышают его спортивные навыки, но, возможно, препятствуют музыкальным. Во всех этих случаях становится трудно понять, были ли характеристики ребёнка сформированы генетическими факторами, опытом или их сочетанием .

## Вопросы и методы исследования
1. Что развивается? Какие важные аспекты личности меняются в течение определённого периода времени?
2. Каковы темпы и скорость развития?
3. Каковы механизмы развития — какие аспекты опыта и наследственности вызывают изменения в развитии?
4. Есть ли типичные индивидуальные различия в соответствующих изменениях развития?
5. Существуют ли демографические различия в этом аспекте развития (например, различия в развитии мальчиков и девочек)?

Эмпирические исследования, которые пытаются ответить на эти вопросы, могут следовать нескольким схемам. Первоначально может потребоваться обсервационное исследование в естественных условиях для разработки повествования, описывающего и определяющего аспект изменений в развитии, таких как изменения рефлекторных реакций в первый год. За этим типом работы могут следовать корреляционные исследования, сбор информации о хронологическом возрасте и некоторых типах развития, таких как рост словарного запаса; Корреляционная статистика может быть использована для определения изменений. Такие исследования изучают характеристики детей в разных возрастах. Эти методы могут включать продольные исследования, в которых группа детей повторно тестируется в ряде случаев по мере взросления, или перекрестные исследования, в которых группы детей разного возраста тестируются один раз и сравниваются друг с другом, или может быть комбинация этих подходов. В некоторых исследованиях по развитию ребёнка, изучается влияние опыта или наследственности путем сравнения характеристик различных групп детей в обязательно неслучайном замысле. В других исследованиях могут использоваться рандомизированные схемы для сравнения результатов групп детей, которые получают различные вмешательства или образовательные терапии.

## Вехи
Вехами являются изменения в конкретных физических и умственных способностях (таких как ходьба и понимание речи), которые отмечают конец одного периода развития и начало другого. В этапных теориях, вехи указывают на стадии перехода.
Исследования выполнения многих задач развития установили типичные хронологические возрасты, связанные с основными этапами развития. Однако существуют значительные различия в достижении вех, даже между детьми с траекториями развития в пределах типичного диапазона. Некоторые вехи более изменчивы, чем другие; например, показатели восприимчивой речи у детей с типичным слухом не сильно различаются, но показатели экспрессивной речи могут быть весьма различны.
Одной из общих проблем в области развития детей является задержка в развитии, связанная с задержкой возрастной способности к важным этапам развития. Предотвращение и раннее вмешательство в задержку развития являются важными темами в изучении развития ребёнка. Задержки в развитии следует диагностировать, сравнивая с характерной изменчивостью вехи, а не по отношению к среднему возрасту достижения. Примером вехи может служить координация глаз и рук, которая включает в себя возрастающую способность ребёнка управлять объектами скоординированным образом. Повышение знаний о возрастных вехах позволяет родителям и другим людям отслеживать надлежащее развитие.
Наблюдается феноменальный рост или экспоненциальное увеличение развития ребёнка с 4 до 15 лет, особенно в возрасте от 4 до 7 лет, согласно диаграмме Яманы). Диаграмма Хекмана показывает, что самая высокая отдача, от инвестиций в образование, максимальна в первые годы (в возрасте от 1 до 3 лет) и снижается до плато в школьные годы и в подростковом возрасте.). Существуют различные таблицы или схемы развития ребёнка, например, таблица PILES, где PILES обозначает аспекты физического, интеллектуального, языковые, эмоциональные и социальные аспекты развития.

## Аспекты
Развитие ребёнка — это не отдельная тема, а прогресс в разных аспектах личности. Вот описания развития ряда физических и психических характеристик.

### Физический рост
Физические изменения в росте и весе происходят в течение 15-20 лет после рождения. По мере увеличения роста и веса, пропорции индивидуума также меняются, от относительно большой головы и маленького туловища и конечностей новорожденного, до относительно маленькой головы взрослого и длинного туловища и конечностей. Образец роста ребёнка — в направлении с головы до ног, называется цефалокаудальный, и в направлении от внутреннего к внешнему (центр тела к периферии), называется проксимодистальным.

### Скорость роста и изменения в строении
Скорость физического роста является высокой в течение нескольких месяцев после рождения, а затем замедляется, поэтому вес при рождении удваивается в течение первых четырёх месяцев, утраивается к возрасту 12 месяцев, но не увеличивается в четыре раза до 24 месяцев. Затем рост идет медленными темпами до наступления половой зрелости (между 9 и 15 годами), когда наступает период быстрого роста. Рост неравномерен, по скорости и времени, во всех частях тела. При рождении, размер головы уже относительно близок к размеру взрослого, но нижние части тела намного меньше размера взрослого. Таким образом, в процессе развития голова растет относительно медленно, а туловище и конечности подвергаются значительному росту.

### Механизмы изменения
Генетические факторы играют основную роль в определении скорости роста, и особенно изменении в пропорциях, характерных для раннего развития человека. Однако, генетические факторы могут вызывать максимальный рост, только если условия окружающей среды адекватны. Плохое питание, частые травмы и болезни могут снизить рост взрослого человека, но лучшая среда не может привести к росту до более высокого уровня, чем это определяется наследственностью.

### Индивидуальные различия в сравнении с заболеваниями
Индивидуальные различия в росте и весе, в детстве, значительны. Некоторые из этих различий связаны с семейными генетическими факторами, другие — с факторами окружающей среды, но в некоторые моменты развития на них могут сильно влиять индивидуальные различия в репродуктивном созревании.
Американская ассоциация клинических эндокринологов определяет низкий рост, как рост более чем на 2 стандартных отклонения ниже среднего для возраста и пола, что соответствует самым коротким 2,3 % индивидуумов. Напротив, неспособность к процветанию обычно определяется в терминах веса и может быть оценена либо по низкому весу для возраста ребёнка, либо по низкой скорости увеличения веса. Подобный термин, «задержка роста», обычно относится к снижению скорости роста, как проявление недоедания в раннем детстве.

### Моторика
Способности к физическим движениям изменяются в детстве от преимущественно рефлексивных (необученных, непроизвольных) движений у маленького ребёнка, к высококвалифицированным произвольным движениям, характерным для более позднего детства и юности.

### Определение
Двигательное обучение относится к повышению пространственной и временной точности движений с практикой". Моторные навыки можно разделить на две категории: во-первых, как базовые навыки, необходимые для повседневной жизни, и, во-вторых, как рекреационные навыки, такие как, навыки для работы или определённой специальности, основанные на интересах.

### Скорость и паттерн
Скорость моторного развития в раннем возрасте быстрая, так как многие рефлексы новорожденного изменяются или исчезают в течение первого года, а затем замедляются. Как и физический рост, моторное развитие демонстрирует предсказуемые паттерны развития цефалокаудала (от головы до ног) и проксимодисталя (от туловища до конечностей), причем движения в голове и в более центральных областях контролируются раньше, чем движения нижней части тела или рук и ног. Типы движения развиваются в схожих с этапами последовательностях; например, локомоция в возрасте 6-8 месяцев включает в себя ползание на четвереньках, затем переходит к тяге, чтобы стоять, «крейсерская», держась за объект, ходьба, держась за руку взрослого, и, наконец, ходить самостоятельно. Старшие дети продолжают последовательность, идя боком или назад, скачут, прыгают, прыгают одной ногой и шагают другой, и наконец, прыгают вприпрыжку. К середине детства и юности, новые моторные навыки приобретаются путем обучения или наблюдения, а не в предсказуемой последовательности. Существуют исполнительные функции мозга (рабочая память, временная мера торможения и переключения), которые важны для двигательных навыков. Критика порядка исполнительного функционирования приводит к двигательным навыкам, предполагая, что двигательные навыки могут поддерживать исполнительные функции в мозге.

### Механизмы
Механизмы, участвующие в моторном развитии, включают в себя некоторые генетические компоненты, которые определяют физический размер частей тела в данном возрасте, а также аспекты силы мышц и костей. Основными областями мозга, участвующими в двигательных навыках, являются лобная кора, теменная кора и базальные ганглии. Дорсолатеральная лобная кора отвечает за стратегическую обработку. Париетальная кора играет важную роль в контроле моторно-перцептивной интеграции, а базальные ганглии и дополнительная моторная кора отвечают за моторные последовательности.
Согласно исследованию, показывающему различные взаимосвязи между конечностями тела и координацией у детей, генетические компоненты оказывают огромное влияние на развитие моторики (Piek, Gasson, Barrett, & Case (2002)). Были изучены корреляции внутри конечностей, такие как сильная связь и расстояние между тазобедренными и коленными суставами, и доказано, что они влияют на то, как ребёнок будет ходить. Существуют также более крупные генетические факторы, такие как тенденция чаще использовать левую или правую сторону тела, что позволяет прогнозировать доминирующую руку на ранней стадии. Выборочные t-тесты доказали, что для девочек была значительная разница между обеими сторонами в 18 недель, и правая сторона считалась более доминирующей (Piek et al. (2002)). Некоторые факторы, такие как тот факт, что у мальчиков, как правило, более крупные и длинные руки, являются биологическими ограничениями, которые мы не можем контролировать, но оказывают влияние, например, на то, когда ребёнок достигнет достаточного уровня. В целом существуют социологические и генетические факторы, влияющие на двигательное развитие.
Питание и физические упражнения, также, определяют силу и, следовательно, легкость и точность перемещения тела. Гибкость, также, зависит от питания и физических упражнений. Кроме того, было показано, что лобная доля развивается от задней к передней. Это важно для развития моторики, потому что задняя часть лобной доли, как известно, управляет моторными функциями. Эта форма развития известна, как «порционное развитие» и объясняет, почему двигательные функции развиваются относительно быстро во время типичного развития ребёнка, в то время как логика, которая контролируется средней и передней частями лобной доли, обычно не развивается до позднего детства и раннего подросткового возраста. Возможности, выполнять движения, помогают установить способности сгибаться (двигаться к туловищу) и вытягивать части тела, обе способности необходимы для хорошей двигательной способности. Квалифицированные произвольные движения, такие как передача предметов из рук в руки, развиваются в результате практики и обучения. Климат Мастерства — это предполагаемая успешная учебная среда для детей, способствующая развитию двигательных навыков по собственной мотивации. Это способствует участию и активному обучению детей, что в соответствии с теорией когнитивного развития Пиаже, чрезвычайно важно в раннем детстве.

### Индивидуальные различия
Типичные индивидуальные различия в двигательных способностях являются общими и, частично, зависят от веса и телосложения ребёнка. Младенцы, с более маленькими, стройными и более зрелыми пропорциями телосложения имеют тенденцию начать ползать раньше, чем дети, более крупного телосложения. Показано, что дети с большим двигательным опытом быстрее начинают ползать. Тем не менее, те, кто пропускает этап ползания, не так искусны в своей способности ползать на руках и коленях. После периода младенчества, на типичные индивидуальные различия сильно влияют возможности практиковать, наблюдать и обучаться определённым движениям. Атипичное моторное развитие, такое как постоянный примитивный рефлекс после 4-6 месяцев или замедленная ходьба, может быть признаком задержек развития или таких состояний, как аутизм, церебральный паралич или синдром Дауна. Более низкая координация движений приводит к трудностям с точностью и к компромиссу в сложных задачах.

### Дети с ограниченными возможностями
Дети с синдромом Дауна или нарушениями координации развития опаздывают, чтобы достичь основных этапов развития двигательных навыков. Вот несколько примеров таких вех: сосать, хвататься, кататься, сидеть и ходить, разговаривать. Дети, с синдромом Дауна, иногда, имеют проблемы с сердцем, частые инфекции уха, гипотонию или неразвитую мышечную массу. Этот синдром обусловлен атипичным хромосомным развитием. Наряду, с синдромом Дауна, у детей может быть диагностирована неспособность к обучению.

### Различия в населении
Независимо от культуры, в которой родился ребёнок, он рождается с несколькими основными областями знаний. Эти принципы позволяют ему или ей разобраться в окружающей обстановке и учиться на предыдущем опыте, используя моторные навыки, такие как хватание или ползание. Существуют некоторые различия в развитии двигательных функций, при этом девочки демонстрируют некоторые преимущества в использовании небольших мышц, в том числе артикуляцию звуков губами и языком. Сообщалось об этнических различиях в рефлекторных движениях новорожденных, что предполагает наличие некоторого биологического фактора. Культурные различия могут стимулировать изучение двигательных навыков, таких как использование левой руки только для санитарных целей и правой руки для всех других целей, что приводит к разнице в населении. Культурные факторы, также, проявляются на практике в таких произвольных движениях, как использование ноги для подталкивания футбольного мяча или руки для подталкивания баскетбольного мяча.

### Когнитивное / интеллектуальное
Когнитивное развитие, прежде всего, связано с тем, как маленькие дети приобретают, развивают и используют внутренние умственные способности, такие как решение проблем, память и язык.

### Что развивается?
Способность изучать, запоминать и символизировать информацию, а также решать проблемы, существует на простом уровне у маленьких детей, которые могут выполнять познавательные задачи, такие как различение одушевленных и неодушевленных существ или распознавание небольшого числа объектов. В детстве скорость обучения и обработки информации увеличивается, память становится все длиннее, а использование символов и способность к абстракции развиваются, пока подростковый возраст не достигнет почти взрослого уровня.

### Механизмы
Когнитивное развитие имеет генетические и другие биологические механизмы, о чём свидетельствуют многие генетические причины умственной отсталости. Факторы окружающей среды, включая еду и питание, отзывчивость родителей, повседневные переживания, физическая активность и любовь, могут влиять на раннее развитие мозга детей . Однако, хотя предполагается, что функции мозга вызывают когнитивные события, было невозможно измерить конкретные изменения мозга и показать, что они вызывают когнитивные изменения. Развитие познания, также, связано с опытом и обучением, и это особенно относится к способностям более высокого уровня, таким как абстракция, которые в значительной степени зависят от формального образования.

### Скорость и закономерность
У детей младшего школьного возраста исследовалась способность к изучению временных закономерностей в последовательных действиях. Временное обучение зависит от процесса интеграции временных закономерностей с последовательностями действий. Дети в возрасте 6-13 лет и молодые люди выполняли последовательное задание на время, в котором ответ и временная последовательность были представлены неоднократно в согласованной фазе, что позволило обеспечить интегративное обучение. Степень интегративного обучения измерялась, как снижение производительности, которое приводило к фазовому сдвигу последовательностей. Обучение в среднем было одинаковым для детей и взрослых, но с годами возрастало для детей. Исполнительная функция, измеренная с помощью Висконсинского теста сортировок карточек(WCST), а также мерой скорости реакции, тоже улучшалась с возрастом. Наконец, производительность WCST и скорость выдачи ответа предсказывают временное обучение. В совокупности, полученные результаты свидетельствуют о том, что временное обучение продолжает развиваться у дошкольников, и что зрелая исполнительная функция или скорость обработки могут играть важную роль в приобретении временных паттернов (закономерностей) в последовательных действиях и развитии этой способности.

### Индивидуальные различия
Существуют типичные индивидуальные различия в возрасте, в котором достигаются конкретные когнитивные способности, но обучение детей в промышленно развитых странах основано на предположении, что эти различия невелики. Нетипичные задержки в когнитивном развитии проблематичны для детей в культурах, которые требуют передовых когнитивных навыков для работы и для самостоятельной жизни.

### Различия в населении
Различия в когнитивном развитии у населения немногочисленны. Мальчики и девочки демонстрируют некоторые различия в своих навыках и предпочтениях, но между группами существует много общего. Появляются различия в когнитивных достижениях разных этнических групп, в результате культурных или других факторов окружающей среды.

### Факторы
Кажется, что новорожденные не испытывают страха и не имеют предпочтений для контакта с какими-либо конкретными людьми. В первые несколько месяцев они испытывают только счастье, грусть и гнев. Первая улыбка ребёнка обычно возникает между 6 и 10 неделями. Это называется «социальная улыбка», потому что это обычно происходит во время социальных взаимодействий. Примерно через 8-12 месяцев они претерпевают довольно быстрые изменения и начинают бояться предполагаемых угроз; они также начинают отдавать предпочтение знакомым людям и выказывать беспокойство и тревогу, когда их разлучают или, когда к ним приближаются незнакомые люди.
Тревога разлуки, в какой-то степени, является типичной стадией развития. Пинки, крики и вспышки гнева-совершенно типичные симптомы тревоги разлуки. Это когда ребёнок постоянно отказывается отлучаться от родителя, и очень активно. Этому необходимо уделить особое внимание, но родители обычно ничего не могут поделать с ситуацией.
Способность к эмпатии и пониманию социальных правил начинаются в дошкольном периоде и продолжают развиваться во взрослом возрасте. Для среднего детского периода характерны дружеские отношения с ровесниками, а для подросткового возраста — эмоции, связанные с сексуальностью, и началом романтической любви. Гнев проявляется наиболее интенсивно в период дошкольного и раннего дошкольного периода, а также в подростковом возрасте.

### Скорость и паттерн
Некоторые аспекты социально-эмоционального развития, такие как эмпатия, развиваются постепенно, но другие, такие как страх, по-видимому, включают довольно внезапную реорганизацию переживания эмоций у ребёнка. Сексуальные и романтические эмоции развиваются в связи с физическим взрослением.

### Механизмы
Генетические факторы, по-видимому, регулируют некоторые социально-эмоциональные события, происходящие в предсказуемом возрасте, такие как страх и привязанность к знакомым людям. Опыт играет роль в определении того, какие люди знакомы, каким социальным правилам подчиняться и как выражается гнев.
Было доказано, что методы воспитания предсказывают эмоциональный интеллект детей. Цель состоит в том, чтобы изучить время, которое матери и дети проводят вместе в совместной деятельности, виды деятельности, которые они развивают, когда они вместе, и связь, которую эти действия имеют с эмоциональным интеллектом детей. Данные были собраны как для матерей, так и для детей (N = 159), с использованием анкет для самоотчета. Корреляции между переменными времени и признаками эмоционального интеллекта были рассчитаны с использованием коэффициента корреляции Пирсона. Частичные корреляции между теми же переменными, контролирующими адаптивное воспитание детей, также были вычислены. Количество времени, которое матери проводят со своими детьми, и качество их взаимодействия имеют важное значение с точки зрения эмоционального интеллекта детей, не только потому, что время совместной деятельности отражает более позитивное воспитание детей, но и потому, что они могут способствовать моделированию, укреплению, общему вниманию и социальному сотрудничеству.

### Различия в населении
Различия в популяции могут возникать у детей старшего возраста, если, например, они усвоили, что мальчикам следует выражать эмоции или вести себя иначе, чем девочкам, или если обычаи, изученные детьми одной этнической группы, отличаются от обычаев, усвоенных детьми другой этнической группы. Социальные и эмоциональные различия между мальчиками и девочками данного возраста могут также быть связаны с различиями во времени наступления полового созревания, характерными для обоих полов.

### Пол
Гендерная идентичность — это то, как человек воспринимает себя, как мужчину, женщину или их вариацию. Исследования показали, что дети могут идентифицировать себя, как принадлежащих к определённому полу, уже в возрасте двух лет,, но как развивается гендерная идентичность, является актуальной темой научных дебатов. Считается, что несколько факторов работают вместе друг с другом, чтобы произвести пол человека, в том числе: неонатальные гормоны, постнатальная социализация и генетические влияния. Тем не менее, даже график развития гендера обсуждается. Некоторые полагают, что пол податлив до позднего детства, в то время как другие утверждают, что пол устанавливается рано, и типизированные, по половому признаку, модели социализации либо усиливают, либо смягчают представление человека о поле. Поскольку, большинство людей идентифицируют себя по половому признаку, опираясь на свои гениталии, изучение влияния этих факторов затруднено. Имеющиеся данные свидетельствуют о том, что неонатальные андрогены, мужские половые гормоны, вырабатываемые в матке во время беременности, играют важную роль. Тестостерон, в утробе матери, напрямую кодирует мозг для мужского или женского развития. Это включает в себя, как физическую структуру мозга, так и характеристики, которые человек из-за этого выражает. У людей, подвергшихся воздействию высоких уровней тестостерона во время беременности, обычно развивается мужская гендерная идентичность, в то время как у тех, у кого нет или у тех, кто не обладает рецепторами, необходимыми для взаимодействия с этими гормонами, обычно развивается женская гендерная идентичность. Гены индивидуума также загипнотизированы, чтобы взаимодействовать с гормонами во время беременности и, в свою очередь, влиять на гендерную идентичность, но гены, ответственные за это, и их эффекты не были точно документированы, и доказательства ограничены. В постнатальном периоде ведутся споры о том, играет ли социализация роль в определении гендерной идентичности. Хорошо известно, что дети активно ищут информацию о том, как правильно взаимодействовать с другими людьми на основе их пола,, но степень, в которой эти ролевые модели, которые могут включать родителей, друзей и телевизионных персонажей, влияют на гендерную идентичность, менее ясна, и консенсус в научной области не достигнут.

### Язык и общение

##### Механизмы
Язык служит цели общения, чтобы выразить себя через систематическое и традиционное использование звуков, знаков или письменных символов. Есть четыре подкомпонента, которые ребёнок должен достичь, чтобы овладеть языковой компетенцией. Они включают в себя фонологию, лексикон, морфологию и синтаксис, а также прагматику. Эти подкомпоненты языкового развития объединяются, чтобы сформировать такие компоненты языка, как социолингвистика и грамотность. В настоящее время не существует единой общепринятой теории овладения языком, но накоплены различные объяснения развития языка.

#### Компоненты
Четыре компонента языкового развития включают в себя:
- Фонология связана со звуками языка.[59] Это функция, поведение и организация звуков, как языковых элементов.[60] Фонология рассматривает, что такое звуки языка и каковы правила объединения звуков. Фонологическое приобретение у детей может быть измерено по точности и частоте произнесения различных гласных и согласных, приобретению фонематических контрастов и отличительных особенностей, или по наблюдению за развитием, на регулярной стадии, в их собственных системах речевого звука и характеристикой систематических стратегий, которые они принимают.[61]
- Лексикон представляет собой комплексный словарь слов, который позволяет носителям языка использовать эти слова в речевом производстве и понимании.[62] Лексикон — это инвентарь морфем языка. Морфемы действуют как минимальные несущие смысл элементы или строительные блоки чего-либо в языке, что имеет смысл. Например, в английском языке, в слове «cat» («кошка»), компонент «cat» имеет смысл, как и «at»(«в»), но «в» не означает то же самое, что «кошка». В этом примере " ca " ничего не значит.
- Морфология — это изучение формы или форм. Именно ментальная система, вовлеченная в словообразование или в отрасль лингвистики, занимается словами, их внутренней структурой и тем, как они формируются.[63]
- Прагматика — это изучение отношений между языковыми формами и пользователями этих форм.[64] Она, также, включает в себя использование высказываний для выполнения различных функций и может быть определена, как способность передавать свои чувства и желания другим.[65]

Развитие языка у детей также включает семантику, которая является приложением значения к словам. Это происходит в три этапа. Во-первых, каждое слово означает целое предложение. Например, маленький ребёнок может сказать «мама», но ребёнок может означать «Вот мама», «Где мама?» или «Я вижу маму». На втором этапе слова имеют значение, но не имеют полных определений. Эта стадия происходит в возрасте около двух или трех лет. В-третьих, около семи или восьми лет слова имеют взрослые определения, и их значения более полны.
Ребёнок изучает синтаксис своего языка, когда он может объединять слова в предложения и понимать предложения из нескольких слов, сказанные другими людьми. По-видимому, существует шесть основных этапов развития синтаксиса у ребёнка.
Первый этап — это использование слов, похожих на предложения, в которых ребёнок общается, используя одно слово с дополнительными вокальными и телесными сигналами. Эта стадия обычно происходит в возрасте от 12 до 18 месяцев. Второй этап, от 18 месяцев до двух лет, есть стадия модификации, на которой дети общаются, изменяя тематическое слово. Третий этап, от двух до трех лет, предусматривает использование ребёнком полных структур предикатов для общения. Четвёртый, это когда дети вносят изменения в базовую структуру предложений, что позволяет им общаться более сложными отношениями. Эта стадия происходит в возрасте от двух с половиной до четырёх лет. Пятая стадия категоризации включает детей в возрасте от трех с половиной до семи лет, уточняющих свои предложения с более целенаправленным выбором слов, что отражает их сложную систему категоризации типов слов. Наконец, дети используют структуры языка, которые включают более сложные синтаксические отношения в возрасте от пяти до десяти лет.

#### Вехи
Младенцы начинают с воркования и мягких гласных звуков. Вскоре после рождения, эта система развивается по мере того, как младенцы начинают понимать, что их шумы или невербальное общение приводят к ответу со стороны их опекуна. Затем это перерастет в лепет, примерно 5 — месячном возрасте, причем младенцы сначала лепечут согласные и гласные звуки вместе, которые могут звучать как «ма» или «да». Приблизительно в 8-месячном возрасте, лепет усиливается и включает повторение звуков, таких как «да-да», и младенцы изучают формы для слов и какие звуки с большей вероятностью будут следовать за другими звуками. На этом этапе большая часть общения ребёнка открыта для интерпретации. Например, если ребёнок говорит «ба», когда он находится в игровой комнате со своим опекуном, это, скорее всего, будет интерпретироваться как «мяч», потому что игрушка находится в поле зрения. Однако, если вы будете слышать одно и то же «слово» на записанной ленте, не зная контекста, вы не сможете понять, что пытался сказать ребёнок. Восприимчивый язык ребёнка, понимание чужой речи, имеет постепенное развитие, начинающееся примерно в 6 месяцев. Однако, выразительный язык, производство слов, быстро движется после своего начала, примерно в годовалом возрасте, с «словарным взрывом» быстрого приобретения слов, происходящем в середине второго года. Грамматические правила и словосочетания появляются примерно в возрасте двух лет. Между 20 и 28 месяцами дети переходят от понимания разницы между высоким и низким, горячим и холодным, и начинают менять «нет» на «подождать минуту», «не сейчас» и «почему». В конце концов, они могут добавлять местоимения в слова и объединять их в короткие предложения. Овладение лексикой и грамматикой продолжается, постепенно, в дошкольные и школьные годы. У подростков, по-прежнему, меньше словарный запас, чем у взрослых, и они испытывают большие трудности с такими конструкциями, как «Пассивный залог».

#### Теории
Хотя, роль дискурса взрослых важна, для облегчения обучения ребёнка, среди теоретиков существуют значительные разногласия относительно того, в какой степени возникают ранние значения и выразительные слова детей. Выводы о первоначальном отображении новых слов, способности деконтекстуализировать слова и уточнять значение слов, разнообразны. Одна гипотеза известна, как синтаксическая гипотеза начальной загрузки, которая относится к способности ребёнка выводить смысл из сигналов, используя грамматическую информацию из структуры предложений. Другая модель — это многопутевая модель, в которой утверждается, что связанные с контекстом слова и ссылочные слова следуют разным маршрутам; первый отображается на представления событий, а второй — на ментальные представления. В этой модели родительский вклад играет решающую роль, но дети, в конечном итоге, полагаются на когнитивную обработку, чтобы установить последующее использование слов. Тем не менее, натуралистические исследования развития языка показали, что словари дошкольников тесно связаны с количеством слов, адресованных им взрослыми.
Не существует единой общепринятой теории овладения языком. Вместо этого существуют современные теории, которые помогают объяснить теории языка, теории познания и теории развития. Они включают в себя Генеративную лингвистику, Символический интеракционизм, теорию речевого развития (Томаселло), теорию коннекционизма и теорию бихевиоризма (Скиннер). Генеративная лингвистика относятся к универсальной грамматике, когда языковой опыт активирует врожденное знание. Символический интеракционизм определяет язык, как социальный феномен. Эта теория утверждает, что дети приобретают язык, потому что они хотят общаться с другими; эта теория, в значительной степени, основана на социально-познавательных способностях, которые управляют процессом овладения языком. Теория речевого развития определяют язык как набор формул, которые вытекают из способностей ребёнка к обучению в соответствии с его социальной когнитивной интерпретацией и пониманием предполагаемых значений говорящих. Теория коннекционизма — это процедура изучения паттернов, которая определяет язык как систему, состоящую из более мелких подсистем или паттернов звука или значения. Бихевиористские теории определяют язык, как установление позитивного подкрепления, но в настоящее время рассматриваются, как теория исторического интереса.

#### Язык
Общение может быть определено, как обмен информацией между двумя или более людьми, с помощью словесных и невербальных символов, устных и письменных (или визуальных) способов, а также процессов коммуникации и производства. По данным Первого международного конгресса по изучению языка ребёнка, «общая гипотеза заключается в том, что доступ к социальному взаимодействию, является предпосылкой для приобретения нормального языка». Принципы разговора включают двух или более людей, сосредоточенных на одной теме. На все вопросы в беседе должны быть даны ответы, комментарии должны быть поняты или приняты, и теоретически, необходимо следовать любой форме руководства. В случае маленьких, неразвитых детей, эти разговоры должны быть базовыми или многословными. Роль опекунов на этапах развития заключается в том, чтобы передать смысл разговора, а также научить их распознавать эмоции другого говорящего. Коммуникативный язык является невербальным и / или вербальным, и для достижения коммуникативной компетенции должны быть выполнены четыре компонента. К этим четырём компонентам коммуникативной компетенции относятся: грамматическая компетенция (знание словарного запаса, правила формирования словосочетания и т. д.), социолингвистическая компетентность (уместность значений и грамматических форм в различных социальных контекстах), дискурсивная компетенция (знания, необходимые для объединения форм и значений) и стратегическая компетентность (знание вербальных и невербальных коммуникационных стратегий). Достижение коммуникативной компетенции является неотъемлемой частью реального общения.
Развитие языка рассматривается как мотив для общения, а коммуникативная функция языка, в свою очередь, обеспечивает мотив для развития языка. Жан Пиаже использует термин «активные разговоры», чтобы объяснить стиль общения ребёнка, который в большей степени зависит от жестов и движений тела, а не от слов. Младшие дети зависят от жестов для прямого изложения своего послания. По мере того как они начинают приобретать больше языка, движения тела начинают играть другую роль и дополняют словесное послание. Эти невербальные движения тела позволяют детям выражать свои эмоции прежде, чем они смогут выразить их словами. Невербальная коммуникация ребёнка о том, как он себя чувствует, наблюдается у детей от 0 до 3 месяцев, которые используют дикие, резкие движения тела, чтобы показать волнение или расстройство. Это развивается в более ритмичные движения всего тела в 3-5 месяцев, чтобы продемонстрировать гнев или восторг ребёнка. В возрасте 9-12 месяцев дети воспринимают себя, как часть коммуникативного мира. До 9-12 месяцев дети взаимодействуют с объектами и взаимодействуют с людьми, но они не взаимодействуют с людьми об объектах. Это изменение в развитии является переходом от первичной интерсубъективности (способность делиться собой с другими) к вторичной интерсубъективности (способность делиться своим опытом), которая превращает младенца из необщительного в социально привлекательное существо. В возрасте 12 месяцев применяется коммуникативное использование жестов. Этот жест включает в себя коммуникативное указание, когда младенец указывает, чтобы попросить что-то или указать, чтобы предоставить информацию. Другой жест общения представлен в возрасте 10 и 11 месяцев, когда младенцы начинают следить за взглядом; они смотрят туда, куда смотрит другой человек. Это совместное внимание приводит к изменениям в их социальных когнитивных навыках в возрасте от 9 до 15 месяцев, поскольку их время все чаще тратится на других. Использование детьми невербальных коммуникативных жестов предвещает дальнейшее развитие языка. Использование невербального общения в форме жестов свидетельствует о заинтересованности ребёнка в развитии общения, а также о том, какие значения они предпочитают передавать, которые вскоре раскрываются посредством вербализации языка.
Овладение языком и его развитие способствуют вербальной форме общения. Дети происходят из языковой системы, где слова, которые они изучают, являются словами, используемыми для функционального значения. Это подстрекательство к речи было названо прагматической начальной загрузкой. В соответствии с этим, дети рассматривают слова, как средство социального конструирования, и именно слова используются, чтобы соединить понимание коммуникативных намерений говорящего, который произносит новое слово. Следовательно, компетенция речевого общения через язык, достигается через достижимость синтаксиса или грамматики. Другая функция общения через язык — прагматическое развитие. Прагматическое развитие включает в себя намерения ребёнка общаться до того, как он / она узнает, как выразить эти намерения, и в течение первых нескольких лет жизни развиваются как языковые, так и коммуникативные функции.
Когда дети овладевают языком и учатся использовать язык для коммуникативных функций (прагматика), дети также получают знания об участии в беседах и о прошлом опыте / событиях (знание дискурса), а также о том, как правильно использовать язык, в соответствии с их социальной ситуацией или социальной группой (социолингвистические знания). В течение первых двух лет жизни развивается языковая способность ребёнка и развиваются разговорные навыки, такие как механика речевого взаимодействия. Механика словесного взаимодействия включает в себя чередование, инициирование тем, устранение недопонимания и реагирование на расширение или поддержание диалога. Разговор асимметричен, когда ребёнок взаимодействует со взрослым, потому что взрослый — это тот, кто создает структуру в разговоре и опирается на вклад ребёнка. В соответствии с развитием у ребёнка разговорных навыков, асимметричный разговор между взрослым и ребёнком модулирует равный темперамент разговора. Этот сдвиг в балансе разговора предполагает развитие повествовательного дискурса в общении. Обычно, развитие коммуникативной компетентности и развитие языка положительно коррелируют друг с другом ., однако корреляция не является безупречной.

### Индивидуальные различия
Задержки в языке — наиболее частый тип задержки развития. Согласно демографическим данным, 1 из 5 детей научится говорить или использовать слова позже, чем другие дети их возраста. Задержка речи / языка встречается в три-четыре раза чаще у мальчиков, чем у девочек. У некоторых детей, также, возникают проблемы с поведением из-за того, что они не могут выразить то, что они хотят или нуждаются.
Простые речевые задержки обычно являются временными. Большинство дел решаются самостоятельно или с небольшим дополнительным указанием со стороны членов семьи. Обязанность родителей — побуждать своего ребёнка разговаривать с ними жестами или звуками, а также проводить с ним много времени, играя с ним, читая и общаясь. При определённых обстоятельствах родителям придется обращаться за профессиональной помощью, например к логопеду.
Важно учитывать, что иногда задержки могут быть предупреждающим признаком более серьёзных состояний, которые могут включать нарушения слуховой обработки, потерю слуха, артикуляционную диспраксию, задержку развития в других областях или даже расстройство аутистического спектра (РАС).

#### Причины связанные с окружающей средой
Есть много экологических причин, которые связаны с языковыми задержками, и они включают в себя такие ситуации, как то, что ребёнок уделяет все свое внимание другим навыкам, таким как совершенная ходьба, а не языку. У ребёнка могут быть братья или братья близнецы, возраст которых, относительно близок, и они могут не получать полного внимания родителей. Другим обстоятельством может быть тот факт, что ребёнок, находится в детском саду, который не предоставляет взрослым возможность управлять индивидуальным вниманием. Возможно, наиболее очевидной причиной будет ребёнок, который страдает от психосоциальной депривации, такой как бедность, недоедание, плохое жилье, отсутствие заботы, неадекватная языковая стимуляция или эмоциональный стресс.

#### Неврологические причины
Задержка речи может быть вызвана значительным количеством основных расстройств, таких как умственная отсталость. Интеллектуальная инвалидность принимает участие более чем в 50 процентах речевых задержек. Задержка речи, как правило, более жесткая, чем другие задержки развития у детей с ограниченными умственными возможностями, и, как правило, это первый очевидный признак умственной отсталости. Интеллектуальная инвалидность объясняет глобальную задержку речи, включая задержку слухового восприятия и использование жестов.
Нарушение слуха является одной из наиболее распространенных причин языковой задержки. У ребёнка, который не может слышать или обрабатывать речь ясно и последовательно, будет языковая задержка. Даже самое минимальное нарушение слуха или дефицит слуховой обработки могут значительно повлиять на развитие речи. По сути, чем серьёзнее нарушение, тем серьёзнее речевая задержка. Тем не менее, глухие дети, рождённые в семьях, использующих язык жестов, развивают младенческий лепет и используют полностью выразительный язык жестов в том же темпе, что и слышащие дети.
Дислексия развития — это нарушение чтения, которое возникает, когда мозг неправильно распознает и обрабатывает графические символы, выбранные обществом для представления звуков речи. У детей с дислексией могут возникнуть проблемы с рифмовкой и разделением звуков, составляющих слова. Эти способности необходимы для обучения чтению. Ранние навыки чтения сильно зависят от распознавания слов. При использовании системы написания алфавита, это включает в себя способность выделять звуки в словах и сопоставлять их с буквой и группами букв. Поскольку они испытывают затруднения при соединении звуков языка с буквой слов, это может привести к трудностям в понимании предложений. Они путаются в ошибочных буквах, таких как «b» и «d». По большей части, симптомы дислексии могут включать в себя: трудности в определении значения простого предложения, умение распознавать написанные слова и трудности в рифмовании.
Аутизм и задержка речи обычно взаимосвязаны. Проблемы со словесным языком являются наиболее распространенными признаками аутизма. Ранняя диагностика и лечение аутизма могут значительно помочь ребёнку улучшить свои речевые навыки. Аутизм признан одним из пяти распространенных расстройств развития, отличающихся проблемами с языком, речью, общением и социальными навыками, которые присутствуют в раннем детстве. Некоторые распространенные аутистические синдромы заключаются в том, что они не ограничиваются вербальной речью, эхолалией или повторением слов вне контекста, существуют проблемы с реагированием на вербальные инструкции, а также с игнорированием других, которые говорят напрямую с ним.

## Факторы риска
Недоедание, материнская депрессия и злоупотребление психоактивными веществами являются тремя факторами, которым исследователи уделяют особое внимание, однако, были рассмотрены многие другие факторы.

### Послеродовая депрессия
Хотя, существует большое количество исследований, посвященных влиянию материнской депрессии и постнатальной депрессии на различные области развития младенцев, они ещё не пришли к единому мнению относительно истинных последствий. Существует множество исследований, свидетельствующих о нарушении развития, и в равной степени многие заявляют, что депрессия не влияет на развитие. Исследование 18-месячных детей, чьи матери страдали от депрессивных симптомов в возрасте 6 недель и / или 6 месяцев, показало, что материнская депрессия не влияла на когнитивное развитие ребёнка в возрасте 18 месяцев. Кроме того, исследование показывает, что материнская депрессия в сочетании с плохой домашней обстановкой, с большей вероятностью, влияет на когнитивное развитие. Тем не менее, авторы приходят к выводу, что, возможно, краткосрочная депрессия не имеет эффекта, в то время, как долгосрочная депрессия может вызвать более серьёзные проблемы. Дальнейшее продольное исследование, продолжавшееся 7 лет, снова показало, что материнская депрессия не влияет на когнитивное развитие в целом, однако было обнаружено гендерное различие в том, что мальчики более восприимчивы к проблемам когнитивного развития, когда их матери страдают депрессией. Эта тема продолжается в исследовании детей до 2 лет. Исследование выявило значительную разницу в когнитивном развитии между полами, причем у девочек был более высокий балл, однако, эта закономерность обнаруживается независимо от истории депрессии у матери ребёнка. Младенцы, с хронически подавленными матерями, показали значительно более низкие оценки, по моторной и умственной шкале, в рамках шкалы развития по Бейли , в отличие от многих более старых исследований. Аналогичный эффект был обнаружен в 11 лет: дети мужского пола, чьи матери находились в депрессии, набирают, в среднем, на 19,4 балла меньше в тесте на Коэффициент интеллекта,IQ, чем дети здоровых матерей, хотя эта разница намного ниже у девочек. Трехмесячные дети, с подавленными матерями, демонстрируют, значительно, более низкие оценки, по Шкале психомоторного развития по Гриффитс, которая охватывает целый ряд областей развития, включая когнитивное, моторное и социальное развитие. Было высказано предположение, что взаимодействие между депрессивными матерями и их детьми может повлиять на социальные и когнитивные способности в дальнейшей жизни. Было показано, что материнская депрессия влияет на взаимодействие матери с её ребёнком. Общаясь со своим ребёнком, депрессивные матери не могут изменить свое вокальное поведение и склонны использовать неструктурированное вокальное поведение Кроме того, когда младенцы взаимодействуют с подавленными матерями, у них появляются признаки стресса, такие как повышенный пульс и повышенный уровень кортизола, и они чаще используют избегающее поведение, например, отводят взгляд в сторону, по сравнению с теми, кто общается со здоровыми матерями. Было показано, что эффект взаимодействия матери и ребёнка в 2-х месячном возрасте влияет на когнитивные способности ребёнка в 5 лет. Недавние исследования начали идентифицировать, что другие формы психопатологии, которые могут или не могут возникать одновременно с материнской депрессией, могут независимо влиять на последующее социально-эмоциональное развитие младенцев и малышей, посредством воздействия на регуляторные процессы в привязанности ребёнка к родителю. Например, посттравматическое стрессовое расстройство (ПТСР), связанное с материнским межличностным насилием, было связано с последующей дисрегуляцией эмоций и агрессии в возрасте 4-7 лет.

### Материнское злоупотребление наркотиками

#### Кокаин
Исследования предоставили противоречивые данные о влиянии наркомании матери во время и после беременности на развитие детей Дети, подвергающиеся воздействию кокаина, весят меньше, чем те, кто не подвергался воздействию в возрасте от 6 до 30 месяцев . Кроме того, исследования показывают, что окружность головы детей, подвергшихся воздействию кокаина, меньше, чем у детей, не подвергавшихся воздействию. С другой стороны, в двух более поздних исследованиях, не было обнаружено существенных различий между теми, кто подвергался воздействию кокаина, и теми, кто не подвергался. Материнское употребление кокаина может также влиять на когнитивное развитие ребёнка, при этом дети, подвергшиеся воздействию, получают более низкие оценки по показателям психомоторного и умственного развития. Тем не менее, опять же есть противоречивые данные, и ряд исследований указывают на отсутствие влияния употребления кокаина матерями на когнитивное развитие их детей. Моторное развитие может быть ослабленно по причине злоупотребления кокаина матерью Как и в случае с когнитивным и физическим развитием, существуют также исследования, не показывающие влияния употребления кокаина на моторное развитие

#### Другое
Употребление кокаина беременными женщинами — не единственное наркотическое средство, которое может оказать негативное влияние на плод. Табак, марихуана и опиаты также являются видами наркотиков, которые могут влиять на когнитивное и поведенческое развитие будущего ребёнка. Курение табака увеличивает осложнения беременности, включая низкий уровень рождаемости, недоношенность, отслойку плаценты и внутриутробную смерть. Это также может вызвать нарушение взаимодействия матери и ребёнка; снижение IQ, СДВГ, и, главное, это может привести к зарождению вредной привычки у ребёнка, как курение. Воздействие родительской марихуаны может иметь долгосрочные эмоциональные и поведенческие последствия. Десятилетний ребёнок, который подвергался воздействию наркотика во время беременности, сообщал о большем количестве симптомов депрессии, чем неэкспонированные плоды. Некоторые краткосрочные эффекты включают ухудшение исполнительной функции и затруднение чтения. Опиатный препарат, такой как героин, уменьшает вес при рождении, длину при рождении и окружность головы, при воздействии наркотика на плод. Воздействие, употребляемого опиата родителями, оказывает более противоречивое воздействие, чем воздействие родительского кокаина на центральную нервную систему и вегетативную нервную систему ребёнка. Есть также некоторые негативные последствия для ребёнка, которые вы не могли даже представить, связанные с употреблением опиат, такие как: дисфагия, косоглазие и чувство отторжения.

### Недоедание
Плохое питание, на ранних этапах жизни, способствует задержке роста, а в возрасте двух-трех лет, может быть связано с когнитивным дефицитом, плохой успеваемостью в школе и плохими социальными отношениями в более позднем возрасте Недоедание является большой проблемой в развивающихся странах и имеет важное влияние на вес и рост маленьких детей. Дети, страдающие от недоедания, в Колумбии весили меньше, чем дети, живущие в условиях, лучшего уровня, в возрасте 36 месяцев (11,88 кг по сравнению с 14 кг), аналогично, дети с истощением были ниже, чем дети с хорошим питанием, в те же 36 месяцев (85,3 см у недоедающих детей; 94 см у хорошо питающихся детей. Недоедание было отмечено, как негативное влияние на коэффициент интеллекта у детей Хотя, сейчас предполагается, что этот эффект сведется на нет, при рассмотрении IQ родителей, подразумевая, что это различие является генетическим.

#### Питательные вещества
По поводу вопроса влияние низкого уровня железа на когнитивное развитие и IQ, ещё предстоит достичь консенсуса. Некоторые данные свидетельствуют о том, что у хорошо питающихся детей с более низким уровнем железа и фолата (хотя и не на таком уровне, который считается недостаточным) уровень IQ ниже, чем у детей с более высоким уровнем железа и фолата. Кроме того, у детей с анемией показатели когнитивных функций хуже, чем у детей без анемии. Эти питательные вещества были сильно вовлечены в развитие мозга, наряду с йодом и цинком. Йод необходим для выработки гормонов щитовидной железы, необходимых для развития мозга . Дефицит йода может снизить IQ, в среднем, на 13,5 балла, по сравнению со здоровым человеком. Дефицит цинка, также, замедляет рост и развитие детей.

### Социально-экономический статус
Социально-экономический статус измеряется, главным образом, на основе факторов дохода, уровня образования и профессии. Текущие исследования роли социально-экономических факторов в развитии ребёнка неоднократно показывают, что постоянная бедность более вредна для коэффициента интеллекта IQ и когнитивных способностей, чем кратковременная бедность. Дети в семьях, которые испытывают постоянные финансовые трудности и бедность, имеют значительно ухудшенные когнитивные способности, по сравнению с детьми в семьях, которые не сталкиваются с этой проблемой. Бедность, с низким доходом, может вызвать ряд других проблем, влияющих на развитие ребёнка, таких, как плохая успеваемость, меньшая вовлеченность в семью, дефицит железа, инфекции, отсутствие стимуляции, недоедание и отравление свинцом из-за свинцовой краски, обнаруженной на стенах некоторых домов. Уровень свинца в крови ребёнка увеличивается с уменьшением дохода. Бедность по доходу связана со снижением IQ на 6-13 пунктов для тех, кто зарабатывает половину порога бедности по сравнению с теми, кто зарабатывает вдвое больше порога бедности. При этом, дети из семей, с постоянной или временной нищетой, по-прежнему, имеют более низкие показатели, чем дети из семей среднего класса.